# Pertti Hemmilä
Pertti Aatos Hemmilä (ur. 24 sierpnia 1955 w Somero) – fiński polityk, samorządowiec i rolnik, poseł do Eduskunty.

## Życiorys
W 1978 uzyskał uprawnienia policjanta, w tym samym roku zajął się prowadzeniem gospodarstwa rolnego. Zaangażował się w działalność Partii Koalicji Narodowej. Był przewodniczącym rady miejscowości Halikko i członkiem rady regionu Finlandia Południowo-Zachodnia. W 1999 po raz pierwszy uzyskał mandat posła do Eduskunty, z powodzeniem ubiegał się o reelekcję w kolejnych wyborach (2003, 2007, 2011).